# HD126270
HD126270 — хімічно пекулярна зоря спектрального класу A, що має видиму зоряну величину в смузі V приблизно  6,9.
Вона  розташована на відстані близько 1087,2 світлових років від Сонця.